# خطوط ساوث ويست الجوية
خطوط ساوث ويست الجوية هي من أكبر شركات الطيران في الولايات المتحدة و أكبر شركة طيران منخفضة التكلفة في العالم و يقع مقرها في دالاس، تكساس ، الولايات المتحدة ، الشركة أسست الخدمة في 1969، و إتخدت إسمها الحالي في عام 1971  ، في أغسطس 2012 كان قد بلغ عدد موظفي الشركة 64,000 موظف و كانت عدد رحلاتها قد وصل إلى 3,400 رحلة يوميا  ، في 5 يونيو 2011 أصبحت خطوط ساوث ويست الجوية أكبر خطوط محلية في الولايات المتحدة.

## الأسطول
اعتبارا من مايو 2013 